# Campeonato Mundial de Lucha de 1979
El XXXIV Campeonato Mundial de Lucha se celebró en San Diego (Estados Unidos) entre el 21 y el 28 de agosto de 1979 bajo la organización de la Federación Internacional de Luchas Asociadas (FILA) y la Federación Estadounidense de Lucha.

## Resultados

### Lucha grecorromana
| Evento  | Oro                                               | Plata                          | Bronce                           |
| ------- | ------------------------------------------------- | ------------------------------ | -------------------------------- |
| 48 kg   | Constantin Alexandru Rumania                      | Alexei Shumakov URSS           | Pavel Jristov Bulgaria           |
| 52 kg   | Lajos Rácz · Hungría                              | Kamil Fatkulin URSS            | Toshio Asakura Japón             |
| 57 kg   | Shamil Serikov URSS                               | Kiwamu Kashiwagi Japón         | Antonio Caltabiano · Italia      |
| 62 kg   | István Tóth · Hungría                             | Abdurrahim Kuzu Estados Unidos | Lars Malmkvist · Suecia          |
| 68 kg   | Andrzej Supron · Polonia                          | Alexandr Aliyev URSS           | Erich Klaus RFA                  |
| 74 kg   | Yanko Shopov · Bulgaria · Ferenc Kocsis · Hungría | —                              | Karl-Heinz Helbing RFA           |
| 82 kg   | Guennadi Korban URSS                              | Momir Petković Yugoslavia      | Pavel Pavlov Bulgaria            |
| 90 kg   | Frank Andersson · Suecia                          | Norbert Növényi · Hungría      | Pedro Pawlidis RFA               |
| 100 kg  | Nikolai Balboshin URSS                            | Gueorgui Raikov Bulgaria       | Bradley Rheingans Estados Unidos |
| +100 kg | Alexandar Tomov Bulgaria                          | Alexandr Kolchinski URSS       | Bob Walker Estados Unidos        |

### Lucha libre
| Evento  | Oro                       | Plata                             | Bronce                       |
| ------- | ------------------------- | --------------------------------- | ---------------------------- |
| 48 kg   | Serguei Kornilayev URSS   | Robert Weaver Estados Unidos      | Jan Falandys · Polonia       |
| 52 kg   | Yuji Takada Japón         | James Haines Estados Unidos       | Hartmut Reich RDA            |
| 57 kg   | Hideaki Tomiyama Japón    | Serguei Beloglazov URSS           | Joe Corso Estados Unidos     |
| 62 kg   | Vladimir Yumin URSS       | Mijo Dukov Bulgaria               | Andre Metzger Estados Unidos |
| 68 kg   | Mijail Jarachura URSS     | Akira Miyahara Japón              | Eberhard Probst RDA          |
| 74 kg   | Leroy Kemp Estados Unidos | Martin Knosp RFA                  | Nikolai Petrenko URSS        |
| 82 kg   | István Kovács · Hungría   | John Peterson Estados Unidos      | Magomedjan Aratsilov URSS    |
| 90 kg   | Jasan Ortsuyev URSS       | Uwe Neupert RDA                   | Ivan Guinov Bulgaria         |
| 100 kg  | Ilia Mate URSS            | Russell Hellickson Estados Unidos | Vasile Pușcașu Rumania       |
| +100 kg | Salman Jasimikov URSS     | Roland Gehrke RDA                 | Andrei Ianko Rumania         |

## Medallero
| Núm. | País           | Oro | Plata | Bronce | Total |
| ---- | -------------- | --- | ----- | ------ | ----- |
| 1    | URSS           | 9   | 5     | 2      | 16    |
| 2    | Hungría        | 4   | 1     | 0      | 5     |
| 3    | Bulgaria       | 2   | 2     | 3      | 7     |
| 4    | Japón          | 2   | 2     | 1      | 5     |
| 5    | Estados Unidos | 1   | 5     | 4      | 10    |
| 6    | Rumania        | 1   | 0     | 2      | 3     |
| 7    | Polonia        | 1   | 0     | 1      | 2     |
| 7    | Suecia         | 1   | 0     | 1      | 2     |
| 9    | RDA            | 0   | 2     | 2      | 4     |
| 10   | RFA            | 0   | 1     | 3      | 4     |
| 11   | Yugoslavia     | 0   | 1     | 0      | 1     |
| 12   | Italia         | 0   | 0     | 1      | 1     |
|      | TOTAL          | 21  | 19    | 20     | 60    |